# ۱۳۱۶ (قمری)
۱۳۱۶ (قمری)، هزار و سیصد و شانزدهمین سال در گاهشماری هجری قمری است. اول محرم این سال برابر با بیست و دوم مه سال ۱۸۹۸ میلادی است.

## وابسته
- قاسم غنی
- میرصالح مظفرزاده